# Ubuntu pour Android
Pour un article plus général, voir Ubuntu (système d'exploitation).
Ubuntu pour Android est un ancien logiciel qui permettait d'utiliser Ubuntu sur un téléphone disposant d'Android et branché à un clavier, une souris et un écran, le téléphone faisant office d'unité centrale. Il se présentait sous la forme d'un firmware qui autorise le système Ubuntu embarqué à utiliser le noyau linux.
Il a été présenté pour la première fois au Mobile World Congress 2012. Il est à noter qu'Android repose sur Linux tout comme Ubuntu, ce qui a permis à ce projet de fonctionner sur des machines initialement prévues pour le système Android seulement. Quelques fonctions présentées à l'époque furent particulièrement innovantes : quand on connecte une télévision, l'interface Ubuntu TV (en) prend le pas, il est possible d'utiliser des applications Android, de téléphoner et d'envoyer des SMS depuis le bureau.
Depuis avril 2014, le projet est mis en sommeil par Canonical.

## Historique
Canonical discutait depuis fin 2012 avec des constructeurs pour le préinstaller sur leurs smartphones. En septembre 2013, après l'échec du financement du téléphone Ubuntu Edge, Canonical annonce que les premiers téléphones intégrant Ubuntu Touch arriveront début 2014.
Le 2 janvier 2013, Canonical annonce Ubuntu for Phones (« Ubuntu pour téléphones », connu actuellement sous le nom Ubuntu Touch), un nouveau système d'exploitation basé sur Android, donnant les mêmes options d'utilisation en station de travail. L'annonce est faite par Mark Shuttleworth depuis l'Angleterre, et via une vidéo publiée sur Youtube et destinée à attirer l'attention d'utilisateurs professionnels potentiels, et de fabricants d'équipement d'origine afin de pouvoir livrer des appareils équipés dès la fin de l'année 2013.
Fin avril 2014, Canonical confirme que le projet est mis en sommeil faute de partenaires, afin de se concentrer sur Ubuntu Touch.
En décembre 2014, la société Canonical et Bq annoncent officiellement la sortie d'un smartphone entièrement sous Ubuntu Touch dans le courant février 2015, à la suite d'un partenariat entre les deux entreprises.